# Liste des maires de Saint-Martin-de-Seignanx

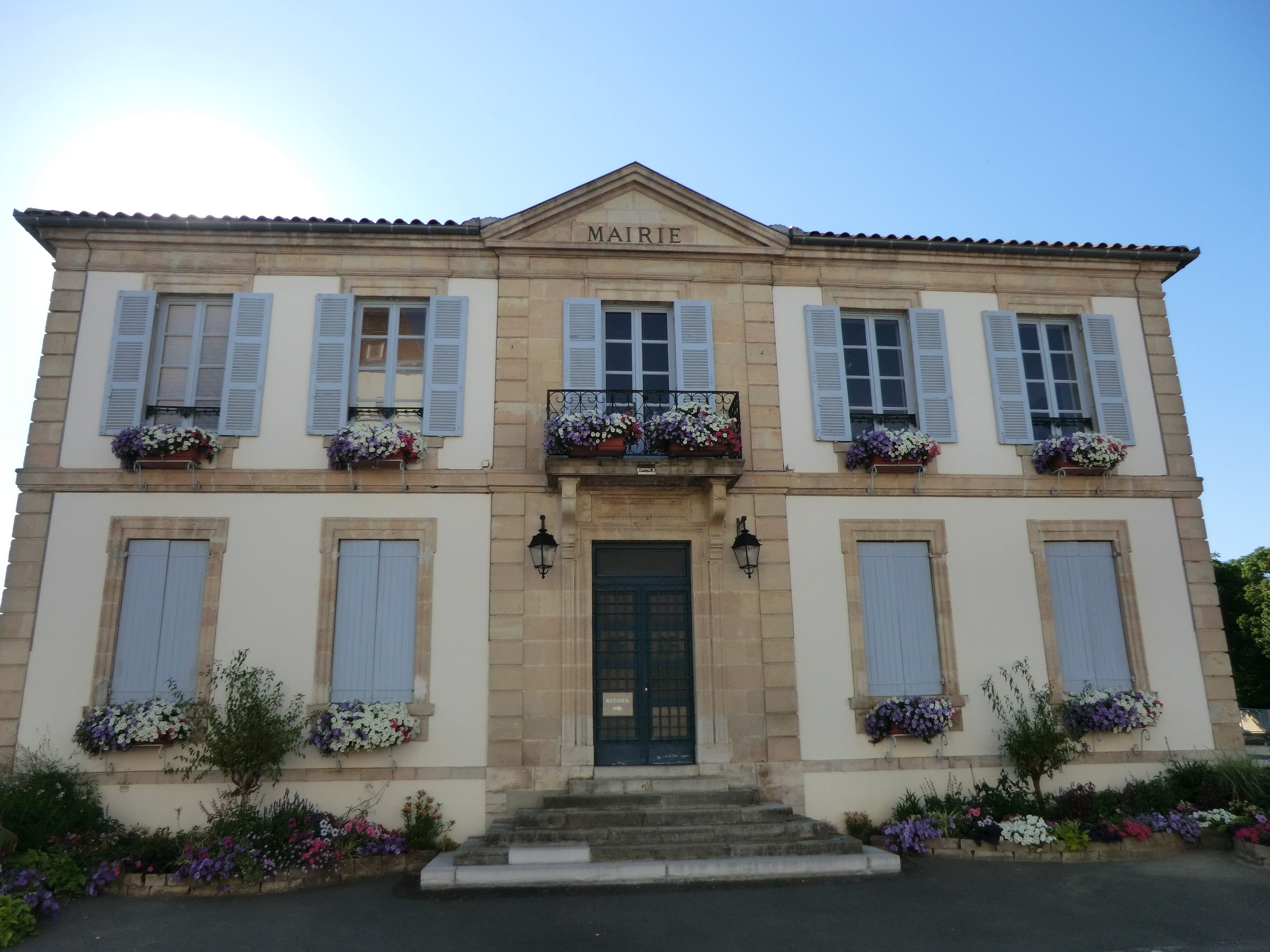
La mairie.

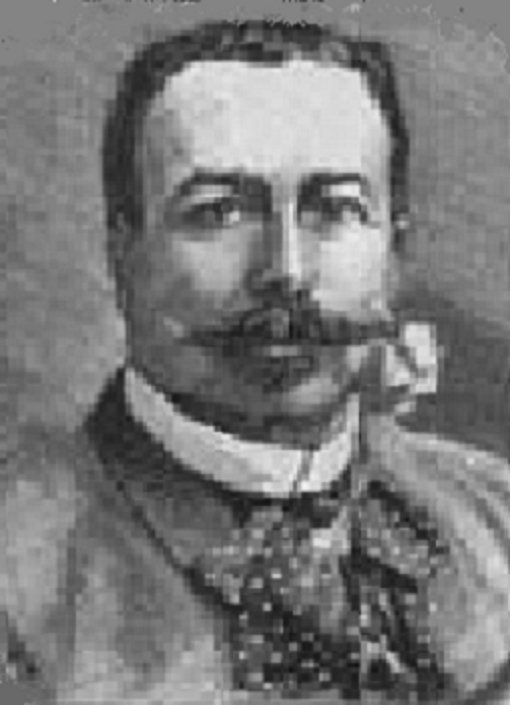
Félix Léglise, maire de 1876 à 1878 puis de 1889 à 1892.

La liste des maires de Saint-Martin-de-Seignanx présente la liste des maires de la commune de Saint-Martin-de-Seignanx.

## Liste des maires successifs
| Période      | Période | Identité                             | Étiquette      | Qualité                                                                         |
| ------------ | ------- | ------------------------------------ | -------------- | ------------------------------------------------------------------------------- |
| 1790         | 1791    | M. Cassèbe                           |                | notaire                                                                         |
| 1791         | 1792    | M. Campozet                          |                |                                                                                 |
| 1792         | 1793    | Guillaume Salane                     |                | agriculteur                                                                     |
| 1793         | 1795    | Étienne Cassane                      |                | propriétaire                                                                    |
| 1795         | 1802    | M. Lasserre (fils)                   |                |                                                                                 |
| 1806         | 1811    | M. Sallenave                         |                |                                                                                 |
| 1811         | 1826    | Charles-Dominique Forestier          |                |                                                                                 |
| 1826         | 1831    | M. Delaru                            |                |                                                                                 |
| 1831         | 1843    | Pierre-Alexis Lonchant               |                |                                                                                 |
| 1843         | 1856    | Charles-Dominique Forestier          |                |                                                                                 |
| 1856         | 1860    | Pierre-Alexis Lonchant               |                |                                                                                 |
| 1860         | 1876    | Jean Léglise                         |                |                                                                                 |
| 1876         | 1878    | Félix Léglise                        |                | député                                                                          |
| 1878         | 1889    | Théodore Froid                       |                |                                                                                 |
| 1889         | 1892    | Félix Léglise                        |                | député                                                                          |
| 1892         | 1900    | Léon Pascault                        |                |                                                                                 |
| 1900         | 1919    | Pierre Bula-Lafont                   |                | médecin                                                                         |
| 1919         | 1929    | Henri Léglise                        |                |                                                                                 |
| 1929         | 1941    | Marcel Loustalot                     |                |                                                                                 |
| 1941         | 1944    | Francie Laffitte                     |                | notaire                                                                         |
| 1944         | 1947    | Pierre Desperges                     |                |                                                                                 |
| 1947         | 1977    | Léon Lafourcade                      |                | conseiller général de 1958 à 1964                                               |
| 1977         | 2001    | Jean-Louis Rouet                     |                |                                                                                 |
| mars 2001    | 2014    | Christine Dardy (Christine Lassalle) | PRG            | agricultrice vice-présidente de la CCS → 2014, conseillère communautaire → 2016 |
| mars 2014    | 2017    | Lionel Causse                        | PS, puis LaREM | conseiller général de Saint-Martin-de-Seignanx (2008 → 2015) élu député en 2017 |
| juillet 2017 | 2020    | Isabelle Azpeïtia                    | LaREM          |                                                                                 |
| mai 2020     | -       | Julien Fichot                        | DVG            | 1er vice-président de la communauté de communes du Seignanx (2020 →)            |

## Pour approfondir